# Bud sex
Bud sex (traducido al español como sexo entre colegas) es un término utilizado para referirse a la práctica sexual entre varones heterosexuales como una forma de exploración o curiosidad. Los hombres involucrados en el bud sex reivindican su orientación sexual y, en muchos casos, tienen pareja estable e hijos pero de igual forma mantienen relaciones con otros del mismo sexo con el único fin de satisfacer sus instintos. A quienes realizan esta práctica se les denomina como budsexers.
Matemáticamente, el 6% de los hombres identificados como heterosexuales tienen relaciones con otros hombres y más de la mitad estaría dispuesto a probar el bud sex o el sexo entre colegas al menos una vez en su vida.
Uno de los motivos es el placer que se siente en una relación gay. Muchos hombres sienten curiosidad por recibir una felación o también otorgarlo. La curiosidad es otro gran motivo, debido a las influencias de la televisión, grupos sociales y la pornografía. Otro motivos de practicar el bud sex serían el símbolo de amistad o el fortalecimiento de la misma, de romper la privacidad y/o descubrir terrenos desconocidos a los que la persona estaba acostumbrada. Incluso se descubrió que algunos lo hacían tras una pelea con la pareja sentimental -mujer- a modo de venganza o de desahogo.
A pesar de las diferentes opiniones, los hombres budsexers lo definen como una actividad para expresar su deseo sexual como «un simple juego».

## Origen del término
El bud sex se ha clasificado como sexo entre hombres cercanos, amigos secretos y/o desconocidos. Se cree que su origen podría localizarse o surgir en lugares como en ambientes rurales netamente masculinos o en la cárcel, donde se dan este tipo de encuentros sin que implicase alguna atracción sentimental.
Por lo general, esta clase de encuentros se llevan a cabo bajo ciertas reglas que se han establecido, estas consisten en no frecuentar a la misma persona, dejar fuera las caricias, los besos o cualquier cariño, incluso algunos evitan el contacto visual. Regularmente, un par de hombres se ven una ocasión tienen sexo y no vuelven a encontrarse. Al afirmar que no se trata de coincidencias homosexuales no hay posibilidad alguna de que existan o se involucren los sentimientos, solo resalta el deseo y el placer.
El sociólogo de la Universidad de Oregón, Tony Silva, ha estudiado este caso en un grupo de hombres estadounidenses en áreas rurales y afirma que «aquellas relaciones exentas de factor romántico que sus participantes interpretan como ayudar a un amigo son encuentros secretos y sin asociación ninguna con ideas como feminidad u homosexualidad. A través de una interpretación compleja, los participantes tienen sexo con hombres, algo generalmente no compatible con la heterosexualidad o el tradicional concepto de masculinidad». Jane Ward, profesora de la Universidad de California, argumenta en Not Gay: Sex between Straight White Men que los encuentros entre budsexers van desde sencillos toqueteos hasta masturbaciones, sexo oral e incluso la penetración, sin que ello tenga que implicar la orientación sexual por parte de los participantes.

## Críticas
El término ha sido blanco de polémica entre sectores de la comunidad LGBT que consideran esta forma de vivir la sexualidad como una hipócrita actitud de quienes no se atreven a salir del armario y así evitar las consecuencias sociales negativas de identificarse como LGBT. Acusan a los budsexers de estigmatizar e invisibilizar otras preferencias fuera de la norma, como por ejemplo la diferencia entre un varón que es declarado gay, bisexual o pansexual y otro que tiene menores inclinaciones a alguien de su mismo sexo siendo ambos heterosexuales.
Durante el brote de viruela del mono de 2022, varias personas culparon a los homosexuales de contagiar el virus a través del sexo. Varios portavoces de organizaciones LGBT denunciaron que el sexo entre hombres también es cometido entre personas heterosexuales. 